# Krucifix (Jenišovice)
Pozdně barokní pískovcový krucifix od neznámého autora se od roku 1808 nalézá na mírném zatravněném svahu před vstupní branou do kostela Nejsvětější Trojice v obci Jenišovice v okrese Chrudim. Pískovcový krucifix je od 19. března 2003 chráněn jako kulturní památka.

## Popis
Kamenný pozdně barokní pískovcový krucifix byl pořízen v roce 1808. Stojí na mírném svahu před vstupem do kostela Nejsvětější Trojice na třístupňovém plintu z kamenných kvádrů. Má nízký hranolový, nahoře profilováním okosený podstavec. Vypouklé čelo podstavce zdobí rokajová kartuše s vytesaným nápisem: „Miluj Spasitele Swěta/Dognes wecneho ziwota./Kryste pro twe Rany mnohe./Zb....../“. 
Na hranolovém podstavci stojí užší pilíř s lehce vypouklým čelem. Boky pilíře jsou ozdobeny volutami. Na spodní části vypouklého čela pilíře se nalézá vytesaný donační nápis s vročením: „K lasce Krysta Spasytele/ Jakub Dostal obětuge./A.1808“.
Nad nápisem zdobí čelní plochu střední části pilíře rokajová kartuš s reliéfním motivem planoucího srdce Ježíšova na pozadí paprsčité svatozáře.
Pilíř je nahoře zakončen výrazně vzhůru profilovanou zvlněnou římsou s reliefem mušle ve středu. Na profilované římse pilíře stojí na nahoru se zužujícím podstavci krucifix s pískovcovým korpusem ukřižovaného Krista se zlacenou svatozáří kolem hlavy a se zlaceným nápisem INRI nad hlavou. Spodek podstavce krucifixu zdobí rokajové ornamenty. Ramena krucifixu jsou trojlistě zakončena.